# Павел (Олмари)
Архиепи́скоп Па́вел (фин. Arkkipiispa Paavali, в миру Юрьё Олмари, фин. Yrjö Olmari, при рождении Гео́ргий Алекса́ндрович Гу́сев; 28 августа 1914, Санкт-Петербург — 2 декабря 1988, Куопио) — епископ Константинопольской православной церкви, архиепископ Карельский и всея Финляндии, предстоятель Финляндской архиепископии (1960—1987).

## Биография
Родился 28 августа 1914 года (по новому стилю) в Санкт-Петербурге в семье коллежского асессора Александра Ивановича Гусева и Анны Павловны Водоменской. Крещён 21 октября 1914 года в Воскресенской церкви, что при Петроградской больнице великомученика Пантелеимона. Крёстными родителями были его родной дядя Павел Павлович Водоменский и бабушка Евдокия Исидоровна Водоменская.
В 1919 году семья Гусевых переселилась в Выборг, который незадолго до этого отошёл к независимой Финляндии, а в 1927 году изменила фамилию на финскую — Олмари.
Обучался в финском классическом лицее Выборга, но в 1932 году, после окончания пятого класса, из-за смерти отца оставил учёбу. В том же году поступил в православную духовную семинарию в городе Сортавала (бывший Сердоболь), где преподавание велось на финском языке. Во время обучения в семинарии руководил студенческим семинарским хором и работал заместителем регента православного Петропавловского кафедрального собора в Сортавале. Кроме того, в семинарии начал переводить на финский язык славянские церковные песнопения и произведения русских композиторов.
Будучи студентом семинарии, неоднократно посещал Валаамский монастырь на Ладоге, где однажды провёл несколько недель в Иоанно-Предтеченском скиту. Позднее в своей работе «Воспоминания о Валааме», вышедшей пятьдесят лет спустя, архиепископ Павел тепло вспоминал Иоанно-Предтеченский скит и его начальника схиигумена Иоанна (Алексеева).
В декабре 1937 года вступил в число братии Валаамского монастыря, где в сентябре 1938 года был пострижен в монашество с именем Павел и последовательно хиротонисан во иеродиакона и иеромонаха. Управлял монастырским церковным хором мальчиков.
Во время советско-финской войны служил военным священником в районе Валаама и участвовал в эвакуации Валаамского монастыря. Во время «войны-продолжения» был военным священником в Олонецком районе, где православные военные священники противодействовали насильственному обращению в лютеранство жителей Восточной Карелии. Позднее служил священником в лагере для военнопленных, преподавателем Закона Божия на учительских курсах. После войны иеромонах Павел трудился регентом церковного хора, главным редактором Совета по изданию православной литературы, а с 1949 года — главным редактором журнала «Аамун Койтто».
25 ноября 1955 года состоялось наречение архимандрита Павла во епископа, а 27 ноября архиепископ Карельский и все Финляндии Герман (Аав) хиротонисал архимандрита Павла в викарного епископа Йоэнсуусского. Стал первым епископом в истории Финляндской православной церкви, постриженным в монашество. С тех пор эта общеправославная традиция сохраняется как обязательная в Финляндской архиепископии.
После восстановления 7 мая 1957 года литургического общения Финляндской Архиепископии с Русской православной церковью, в июле 1957 года во главе финляндской церковной делегации впервые посетил СССР. Принял участие в архиерейской хиротонии архимандрита Павла (Голышева).
В 1960 года на Соборе Финляндской Архиепископии избран архиепископом Карельским и всей Финляндии.
Находясь на этом посту, неоднократно посещал Русскую православную церковь: был участником торжеств, посвящённых 50-летию епископского служения Патриарха Алексия (Симанского) (1963), 50-летию (1968) и 60-летию (1978) восстановлению Патриаршества. В сентябре 1978 года участвовал в отпевании митрополита Ленинградского и Новгородского Никодима (Ротова).
В 1967 году Хельсинкский университет присвоил ему степень доктора богословия honoris causa. В том же году архиепископ Павел избран почётным членом Ленинградской духовной академии.
16 сентября 1987 года по собственному прошению уволен на покой.
Скончался 2 декабря 1988 года и погребен на кладбище Ново-Валаамского монастыря.

## Библиография

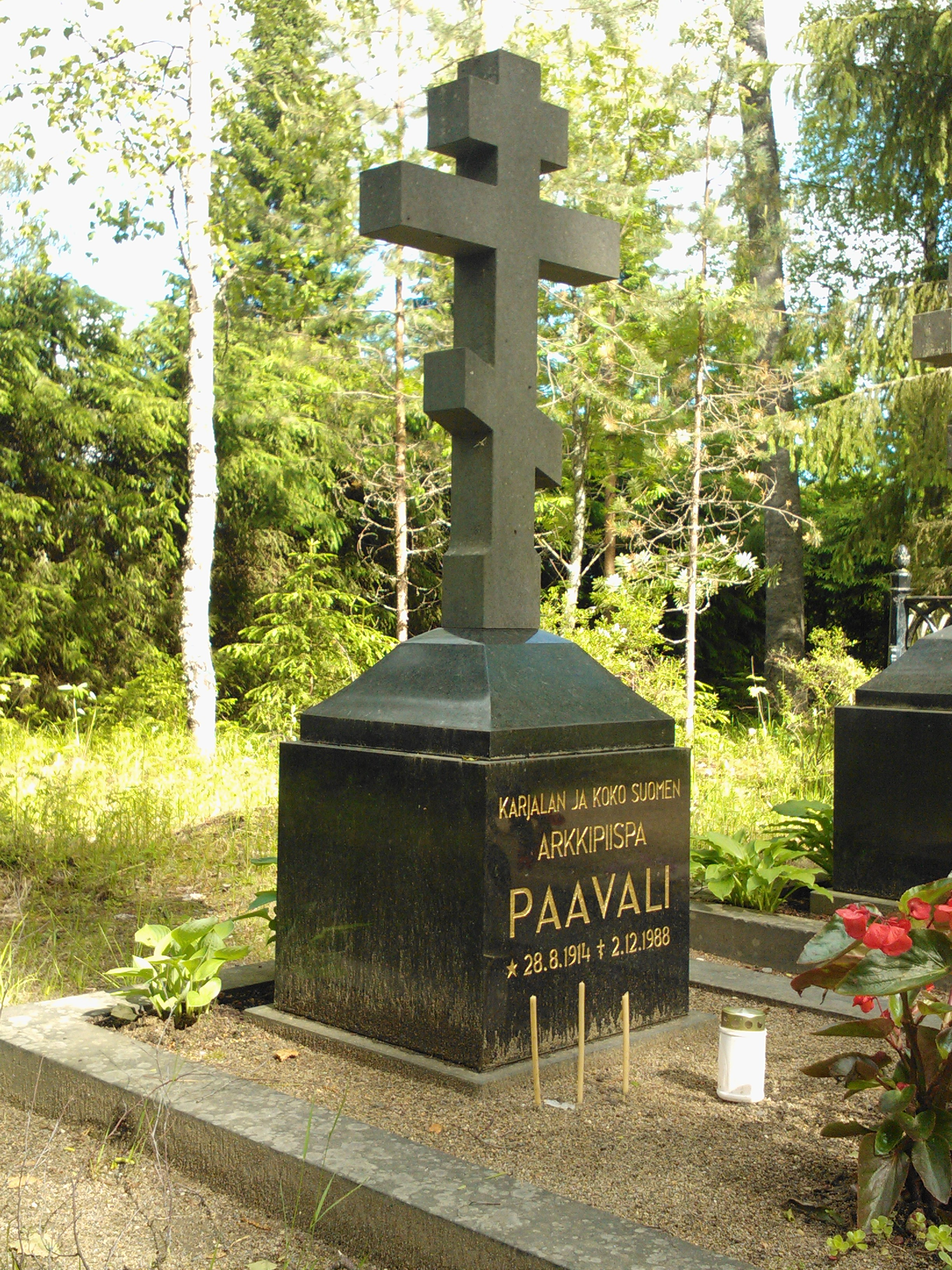
Могила архиепископа на кладбище Ново-Валаамского монастыря